# Berend Nóra
Berend Nóra (Budapest, 1966. május 3. –) Angliában élő magyar történész, a Cambridge-i Egyetem tanára.

## Családja
Édesapja Berend T. Iván Kossuth-díjas magyar történész, egyetemi tanár, a Magyar Tudományos Akadémia volt elnöke. Édesanyja Berger Rózsa, aki válása (1989) után is férje nevét (Berend Rózsa) használta, és 1989-1998-ig az Anna Frank Gimnázium igazgatója volt.  Egy nővére van, Zsuzsa (1954−). Két lánya van.

## Iskolái
1989-ben végzett Budapesten, az Eötvös Loránd Tudományegyetemen. 1989−1990-ben Párizsban, az École des Hautes Études en Sciences Sociales Paris társadalomtudományi iskolán folytatott posztgraduális tanulmányokat (DEA), majd New Yorkban a Columbia Egyetemen szerzett 1992-ben Master, és ugyanitt 1996-ban PhD fokozatot. 1996−1999 között Cambridge-i Egyetemen a St Catharine's College posztdoktora. 1990−2000-ben a London University Goldsmith College egyetemi tanára. 2000 óta tanít a Cambridge-i Egyetem Történeti Intézetében,  s emellett a St Catharine's College fellow-ja.
Cikkeivel, könyveivel, konferencia-előadásaival és egy nagyszabású nemzetközi kutatási projekt szervezésével komoly szakmai tekintélyre tett szert a középkorkutatásban.

## Kutatási területe
A 10−15. századi középkori európai történelemre specializálódott, ezen belül a társadalom- és vallástörténetre. A kutatási témái közé tartozott a gyermekkultúra megváltoztatása, a nem keresztények helyzete a középkori keresztény társadalomban, beleértve a gazdasági, társadalmi, jogi és vallási kölcsönhatásokat, a középkori határokat, a kereszténység és a hatalom területi megkötése közötti kapcsolatokat. Érdeklődési körébe tartozik a kereszténység, a szentség és a társadalmi kirekesztés története is.
2005–2009 között a történeti régióra vonatkozó magyar, lengyel, cseh és orosz történeti kutatások, valamint egy még szélesebb kereten belül a Közép-Kelet-Európát Skandináviával összehasonlító tanulmányok ismeretében szervezett egy többéves együttműködésre épülő összehasonlító vállalkozást. A lengyel, cseh, magyar, svéd, norvég, dán és orosz középkor szakértőiből álló kutatócsoportok egy közösen kidolgozott szempontrendszer alapján, négy éven át tartó rendszeres munkamegbeszélésekre támaszkodva dolgozták ki új áttekintésüket a középkori Közép-Kelet-Európa és Észak-Európa közös vonásairól, illetve különbözőségéről.
2012−2014 között a Humboldt-alapítvány támogatásával vendégelőadóként tartott egy-egy éves kurzust Vallás és identitás Magyarországon és az Ibériai-félszigeten címmel Bochumban a Ruhr Egyetemen, valamint a Mannheimi Egyetemen.

## Díjai, elismerései
- Gladstone-díj (2001) (a Royal Historical Society díja a legjobb nem-brit történelmi műért, az At the gate of Christendom (A kereszténység kapujában) című kötetéért)[7][10]

## Művei
Főbb publikációi:
- Berend, Nora. El Cid: The Life and Afterlife of a Medieval Mercenary. Pegasus Books (2025). ISBN 978-1639366460
- Berend, Nora. Stephen I, the First Christian King of Hungary: From Medieval Myth to Modern Legend, Oxford Studies in Medieval European History. Oxford University Press (2024). ISBN 978-0198889342
- Berend, Nora. Central Europe in the High Middle Ages : Bohemia, Hungary and Poland c.900- c.1300, Cambridge Medieval Textbooks. Cambridge University Press (2013). ISBN 0521786959
- szerk.: Nora Berend: The Expansion of Central Europe in the Middle Ages. Ashgate (2013). ISBN 9781409422457
- szerk.: Nora Berend: Christianization and the Rise of Christian Monarchy: Scandinavia, Central Europe and Rus' c. 900-1200.. Cambridge University Press (2007). ISBN 978-0521876162
- Berend, Nora. Christianization and the rise of Christian monarchy : Scandinavia, Central Europe and Rus' c. 900-1200, MyiLibrary.. Cambridge, UK (2007). ISBN 0521876168
- Abulafia, David. Medieval frontiers : concepts and practices. Aldershot, Hants, England (2002). ISBN 9780754605225
- Berend, Nora. At the gate of Christendom : Jews, Muslims, and "pagans" in medieval Hungary, c. 1000-c. 1300, Cambridge studies in medieval life and thought.. Cambridge, UK (2001). ISBN 9780521651851
  - Magyarul: *Berend Nóra. A kereszténység kapujában. Attraktor Kiadó (2012). ISBN 9786155257049[8][12][13]

## Publikációi
- Berend Nóra (2017. január 6.). „A Szent Jobb: a legenda eredete”. Élet és Irodalom LXI (1).
- Berend Nora: Défense de la chrétienté et naissance d’une identité. Hongrie, Pologne et péninsule Ibérique au Moyen Âge. Annales 58.5. 1009–1029.
- Berend Nóra (2016. május 31.). „Keresztény értékek?”. Népszabadság 74 (126.), 10.. o. (Hozzáférés: 2017. augusztus 23.)
- Berend Nóra: A kormány és a holokauszt. nol.hu, 2015. május 28. (Hozzáférés: 2017. augusztus 22.)
- Berend Nóra (2014. július 25.). „A német megszállás áldozatai?”. Népszabadság 72 (173.), 12.. o. (Hozzáférés: 2017. augusztus 23.)
- Berend Nóra (2014. június 13.). „Az ellenállás morális kötelesség”. Népszabadság 72 (137.), 12.. o. (Hozzáférés: 2017. augusztus 23.)
- Berend Nóra: Emlékművek és emlékezet. mandiner.hu, 2014. április 30. (Hozzáférés: 2017. augusztus 22.)
- Berend Nóra (2014. március 14.). „A modell: a „konszolidált” Horthy-rendszer”. Népszabadság 72 (62.), 12.. o. (Hozzáférés: 2017. augusztus 23.)
- Berend Nóra (2014. január 31.). „A hamisan fénylő igazság”. Népszabadság 72 (26.), 12.. o. (Hozzáférés: 2017. augusztus 23.)
- Berend Nóra: Zsinórmérték ma. nol.hu, 2013. december 30. (Hozzáférés: 2017. augusztus 22.)
- Veszprémy László (2009). „Berend Nóra:Christianization and the rise of Christian monarchy”. Századok (2.), 490–493.. o. (Hozzáférés: 2017. augusztus 23.)
- Berend Nóra: Korlátok és lehetőségek : a bevándorló nemesség a középkori Magyar Királyságban, Redite ad cor. - (2008) , p. 607-613.
- szerk.: Nora Berend: The Kingdom of Hungary, Christianization and the rise of Christian monarchy (angol nyelven). Cambridge University, 319-368.. o. (2007). ISBN 9780511372933. Hozzáférés ideje: 2017. augusztus 23.
- La problématique de l'identité, Identités hongroises, identités européennes du Moyen Âge à nos jours. - (2006) , p. 15-20.
- Berend Nóra: Magyarország, a kereszténység kapuja: egy ideológia születése, In: Tatárjárás. (Szerk. Nagy Balázs) Budapest, 2003. 613. o.
- Berend Nóra: Hartvic, Life of King Stephen of Hungary. In: Head, Thomas (ed.): Medieval Hagiography: An Anthology. New York–London, 2000. 375– 398.;
- Berend Nóra: Az 1279-i "kun törvények" szövege és keletkezési körülményei, A Jászkunság kutatása, 2000. - (2002) , p. 147-153.
- Berend Nóra (1997). „Paterna devotio vagy propria professio? : a középkori gyerekfelajánlás történetéhez”. Aetas (2/3.), 120-136.. o. (Hozzáférés: 2017. augusztus 23.)
- Berend Nóra (1994). „Szent a családban”. Aetas (1.), 222-224.. o. (Hozzáférés: 2017. augusztus 23.)
- Berend Nóra: Marc Bloch a történelem védelmében : Marc Bloch: Apologie pour l'histoire ou métier d'historien, Sic itur ad astra, 1994. (8. évf.) 3-4. sz. 13-17. old.
- Berend Nóra: Györffy György: A magyarság keleti elemei, BUKSZ. - 5. (1993) 4. , p. 497-499.[halott link]